# Crinia parinsignifera
Espèce
Statut de conservation UICN

 LC  : Préoccupation mineure
Crinia parinsignifera est une espèce d'amphibiens de la famille des Myobatrachidae.

## Répartition
Cette espèce est endémique du Sud-Est de l'Australie,. Elle se rencontre jusqu'à 200 m d'altitude dans les États du Queensland, de Nouvelle-Galles du Sud, du Victoria et dans le sud-est de l'Australie-Méridionale.

## Description

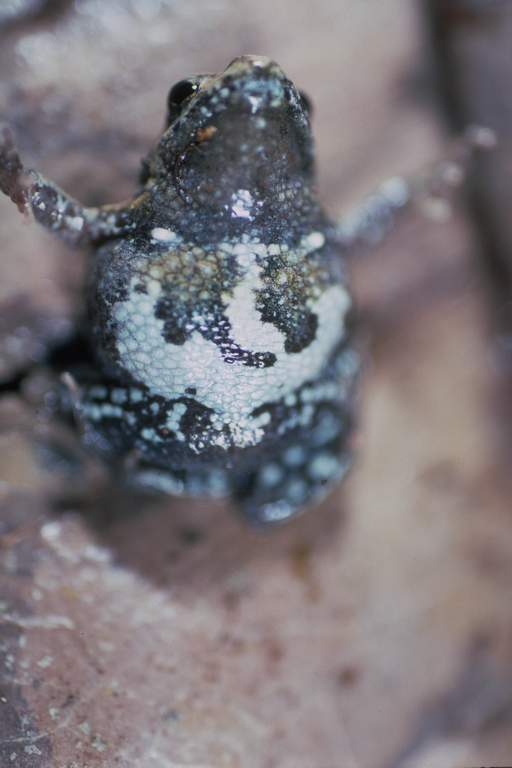
Crinia parinsignifera, face ventrale.

Crinia parinsignifera mesure jusqu'à 23 mm. La peau de son dos peut être aussi bien lisse que présentant des plis ou des verrues ; par ailleurs sa coloration est très variable. C'est essentiellement son ventre qui permet de différencier cette espèce de Crinia signifera et de Crinia sloanei. Chez Crinia parinsignifera, il est gris foncé avec des marbrures blanches de densité variable.

## Publication originale
- Main, 1957 : Studies in Australian Amphibia. I. The genus Crinia Tschudi in South-Western Australia and some species from South-Eastern Australia. Australian Journal of Zoology, vol. 5, p. 30-55.